# تیغرغار
تیغرغار (به عربی: تیغرغار) یک شهرداری در الجزایر است که در استان باتنه واقع شده‌است.